# Bor suboksid
Bor suboksid (hemijska formula B6O) je čvrsto jedinjenje koje sadrži šest atoma bora i jedan atom kiseonika. Njegova struktura je izgađena od osam ikosaedara na vrhovima romboedralne jedinične ćelije (prostorna grupa R3-m). Svaki ikozaedron je jedinjenje sa dvanaest atoma bora. Dva atoma kiseonika su locirana u pukotinama duž [111] romboedralnog pravca. Usled njegovih kratkih interatomskih veza i jakog kovalentnog kaaraktera, B6O manifestuje opseg izuzetnih fizičkih i hemijskih svojstava, kao što je velika tvrdoća (približna tvrdoći renijum diborida i bor nitrida), miska masena gustina, visoka toplotna provodnost, visoka hemijska inertnost, i izuzetno dobra otpornost na habanje.